# Irina Dorneanu
Irina Dorneanu (n. 3 martie 1990, Suceava, România) este o canotoare română legitimată în prezent la CSM Iași.

## Carieră
Dorneanu a început să practice canotajul la vârsta de 15 ani.
În 2008, la Campionatele Mondiale de Juniori desfășurate la Linz, și-a făcut debutul pe plan internațional printr-o medalie de argint cu echipajul de 8+1.
Un alt notabil a venit în 2009, când Irina Dorneanu au cucerit medalia de bronz la patru vâsle în cadrul Mondialelor de Juniori de la Brive-la-Gaillarde. La Europenele de la Brest (Belarus) a cucerit medalia de bronz, la aceeași probă.
La prima regată de Cupă Mondială din 2011, desfășurată la München (Germania), echipajul de 8+1 (Maria Bursuc, Ionelia Neacșu, Grigoraș, Dorneanu, Andreea Boghian, Cojocariu, Mironcic și Talida Gîdoiu) a obținut medalia de bronz. Anul competițional s-a încheiat cu medalia de aur obținută de echipajul de 8+1 la Campionatele Europene din Plovdiv (Bulgaria).
La prima și la cea de-a treia etapă a regatei de Cupă Mondială, canotoarea din Suceava a obținut medalii de argint atât la categoria dublu vâsle cât și la 8+1. Irina Dorneanu a participat la Jocurile Olimpice de vară din 2012, unde a obținut locul 4 în finala categoriei de 8+1. La Europenele de la Varese (Italia), românca s-a situat pe prima treaptă a podiumului. În urma rezultatului, a fost recompensată cu ordinul „Meritul Sportiv” — clasa III.
La Campionatele Europene din 2013 desfășurate la Sevilla (Spania), a obținut medalia de aur, în timp ce la regata de Cupă Mondială de la Lucerna a ocupat a doua treaptă a podiumului.
Același palmares s-a repetat și în 2014, când la Campionatele Europene desfășurate în Belgrad (Serbia), echipajul feminin de 8+1 a cucerit aurul. La regata de Cupă Mondială de la Lucerna, echipajul de 8+1 obținut medalia de argint.
La Campionatele Europene din 2015 de la Poznań, echipajul de 8+1 s-a clasat pe locul trei.
În 2016, prin rezultatul din cadrul regatei preolimpice de la Lucerna, echipajul de 8+1 (Mihaela Petrilă, Ioana Strungaru, Mădălina Bereș, Andreea Boghian, Laura Oprea, Adelina Cojocariu, Roxana Cogianu, Daniela Druncea) a reușit să se califice de pe primul loc la Jocurile Olimpice de vară din 2016. Totuși, Dorneanu a fost depistată pozitiv cu meldonium cu câteva săptămâni înainte de Jocuri, fiind înlocuită de Iuliana Popa.

### Palmares competițional
| An   | Competiție                         | Locație                | Loc | Eveniment | Note      |
| ---- | ---------------------------------- | ---------------------- | --- | --------- | --------- |
| 2008 | Campionatele Mondiale de Juniori   | Linz, Austria          | 2   | JW8+      | 06:33.680 |
| 2009 | Campionatele Mondiale U23          | Račice, Republica Cehă | 3   | BW4x      | 06:39.410 |
| 2009 | Campionatele Europene              | Brest, Belarus         | 3   | W4x       | 06:44.140 |
| 2010 | Campionatele Mondiale U23          | Brest, Belarus         | 4   | BW2x      | 07:20.560 |
| 2011 | Cupa Mondială I                    | München, Germania      | 3   | W8+       | 06:11.460 |
| 2011 | Cupa Mondială III                  | Lucerna, Elveția       | 5   | W8+       | 06:37.570 |
| 2011 | Campionatele Mondiale              | Bled, Slovenia         | 4   | W8+       | 06:06.740 |
| 2011 | Campionatele Europene              | Plovdiv, Bulgaria      | 1   | W8+       | 06:14.980 |
| 2012 | Cupa Mondială I                    | Belgrad, Serbia        | 2   | W2-       | 07:17.720 |
| 2012 | Cupa Mondială III                  | München, Germania      | 2   | W8+       | 06:20.720 |
| 2012 | Jocurile Olimpice de vară din 2012 | Londra, Marea Britanie | 4   | W8+       | 06:17.640 |
| 2012 | Campionatele Europene              | Varese, Italia         | 1   | W8+       | 06:06.940 |
| 2013 | Campionatele Europene              | Sevilla, Spania        | 1   | W8+       | 06:41.830 |
| 2013 | Cupa Mondială III                  | Lucerna, Elveția       | 2   | W8+       | 06:00.420 |
| 2014 | Campionatele Europene              | Belgrad, Serbia        | 1   | W8+       | 06:16.640 |
| 2014 | Cupa Mondială III                  | Lucerna, Elveția       | 2   | W8+       | 06:00.420 |
| 2014 | Campionatele Mondiale              | Amsterdam, Olanda      | 4   | W8+       | 06:14.500 |
| 2015 | Campionatele Europene              | Poznań, Polonia        | 3   | W8+       | 06:12.990 |
| 2015 | Cupa Mondială III                  | Lucerna, Elveția       | 4   | W8+       | 06:11.740 |
| 2016 | Campionatele Europene              | Brandenburg, Germania  | 4   | W8+       | 06:58.260 |
| 2016 | Regata preolimpică                 | Lucerna, Elveția       | 1   | W8+       | 06:02.560 |